# Eurytoma bouceki
Eurytoma bouceki är en stekelart som beskrevs av Zerova 2005. Eurytoma bouceki ingår i släktet Eurytoma och familjen kragglanssteklar.
Artens utbredningsområde är Turkmenistan. Inga underarter finns listade i Catalogue of Life.